# Risto Ryti
Risto Heikki Ryti (3. februar 1889 – 25. oktober 1956) var Finlands 5. præsident 1940-1944. Han var også statsminister i Finland 1939-1940. Hans tid som præsident var præget af Fortsættelseskrigen mod Sovjetunionen.

## Tidlige liv og karriere
Risto Ryti blev født i Huittinen distriktet i Satakunta som en af 7 sønner. Hans forældre var landmanden Kaarle Evert Ryti og Ida Vivika Junttila. Selv om han kom fra et bondemiljø, deltog Ryti i sin barndom dårligt nok i arbejdet på familiens gård, da han var en bogligt og akademisk orienteret dreng. Han gik i kort tid på realskolen i Pori, men blev ellers undervist i hjemmet, indtil han kom på Universitetet i Helsinki i 1906 for at læse jura. 
I 1909 vendte Ryti tilbage til sine rødder i Satakunta, hvor han nedsatte sig som advokat i Rauma. På det tidspunkt traf han Alfred Kordelin – en af Finlands rigeste mænd. Ryti blev hans advokat og med tiden blev de to nære venner. I denne periode læste Ryti videre og blev juridisk kandidat i 1912. I foråret 1914 flyttede han til Oxford i England for at studere søret, men udbruddet af 1. verdenskrig tvang ham til at rejse tilbage til Finland, hvor han i 1916 giftede sig med Gerda Paula Serlachius (1886–1984). De fik tre børn: Henrik (1916- ), Niilo (1919-1997) og Eva (1922- ).
I tiden efter 1. verdenskrigs udbrud, inden Finland fik sin uafhængighed, blev Rytis forretningsforbindelse med Kordelin stadig tættere, og det virkede sandsynligt, at Kordelin ville bede Ryti om at blive direktør for hans talrige forretninger. Under revolutionen i november 1917 måtte Ryti og hans kone imidlertid være vidner til, at Kordelin blev myrdet af en russisk bolsjevik.

## Politiker og bankmand
Ryti tog ikke aktiv del i den Finske Borgerkrig, men holdt sig i skjul med sin familie i Helsinki, som var domineret af de Røde. Senere blev han imidlertid stærkt involveret i politik, valgt som kandidat for det Nationale Fremskridtsparti til det finske parlament i en alder af 30. Han sad i parlamentet 1919-1923 og 1927-1929. I de første år i parlamentet var Ryti formand for det juridiske udvalg og senere for finansudvalget. Han sad også i byrådet i Helsinki 1924-1927. 
I 1921 blev den 32årige Ryti udnævnt til finansminister. Han bestred denne post to gange indtil 1924. I 1925 udpegede præsident Kaarlo Juho Ståhlberg ham til formand for den finske nationalbank, en post han beholdt, indtil han blev statsminister i 1939.
I 1925 blev Ryti også opstillet som præsidentkandidat, men hans modstandere samlede deres stemmer om Lauri Kristian Relander. Rytis støtte voksede i løbet af årene, men var aldrig tilstrækkelig ved valgene. I 1930'erne trak han sig tilbage fra daglig politik, men påvirkede den økonomiske politik. Wall Street Journal havde øje for hans succes. I 1934 blev han tildelt den britiske orden Knight Commander af Royal Victorian Order (KCVO) på grund af hans fortjenester i de anglo-finske forbindelser.

## Statsminister og præsident
Ryti blev valgt som statsminister i begyndelsen af Vinterkrigen. Han forsøgte at nå frem til en realistiske vurdering af situationen, frem for en overdrevet pessimistisk eller optimistisk. Han overtalte resten af regeringen til at indgå en fredsaftale og var den, som underskrev Fredstraktaten i Moskva den 13. marts 1940. Freden, hvorved Finland mistede et stort landområde, og stod overfor byrden ved at genbosætte 400.000 flygtninge blev i almindelighed anset for overordentlig hård. I den efterfølgende vanskelige tid havde Ryti det tunge ansvar for at lede staten sammen med marskal Mannerheim, industrimanden Rudolf Walden og den socialdemokratiske leder Väinö Tanner da præsident Kyösti Kallio var ramt af sygdom.  
Som følge heraf blev præsidentens opgaver overdraget til statsminister Ryti. Kallio blev aldrig rask, og da de usædvanlige omstændigheder forhindrede gennemførelse af et præsidentvalg, blev der gennemført en forfatningsændring i parlamentet, som gav valgmændene fra 1937 til opgave at udpege en efterfølger for Kallio. Ryti vandt valget med 288 stemmer ud af 300. Samme dag som han trådte tilbage, den 19. december 1940, blev Kallio ramt af et dødeligt slagtilfælde under afskedssammenkomsten. Under Rytis præsidentperiode forblev myndigheden som øverstkommanderende hos Mannerheim.

## Mod en tysk orientering
Finland skiftede politik fra en skandinavisk orientering før og under Vinterkrigen til en tysk orientering efter Vinterkrigen, og det skete ikke mindst på initiativ af den ellers anglofile Risto Ryti. Traditionelt havde Finland haft stærke bånd til Storbritannien på grund af de stærke handelsforbindelser, men da Østersøen var domineret af tyskerne, måtte man finde nye markeder, og tyskerne var villige til at handle. 
Den forholdsvis begrænsede plads, som blev givet til nazistisk propaganda og ideologi samt til deres indenlandske sympatisører i Finland, kan formentlig ses som et af de mange vigtige bidrag fra Ryti, Tanner og Mannerheim. Rytis regering skal også have ros for det faktum, at Finland forblev et ægte demokrati i modsætning til alle andre kontinentale europæiske lande, som deltog i 2. verdenskrig.   
I august 1940 indvilgede Ryti i et hemmeligt militært samarbejde med Tyskland for at styrke Finlands position over det truende Sovjetunionen. Med tiden blev det stadig mere sandsynligt, at freden mellem de to store totalitære stater ville ophøre, og eksperternes dom, selv blandt Tysklands fjender, var, at Sovjetunionen ikke ville være i stand til at bremse en tysk invasion. 
Tilsyneladende skiftede Ryti skridt for skridt til at gå ind for, at Finland skulle gribe chancen for at sikre sig områder, som han så det i landets interesse at besidde, hvis det skulle komme til større forandringer i ejerskabet af territorium i Østeuropa. Det samarbejde, som var indledt  i 1940, udviklede sig derfor i 1941 til forberedelse af generobring af de områder, som var gået tabt i Vinterkrigen, hvis Tyskland valgte at gennemføre et angreb på Sovjetunionen. Fortsættelseskrigen, da den kom, kom også til at omfatte besættelsen af Østkarelen, som nationalistiske kredse havde advokeret for siden 1910'erne.

## Fortsættelseskrigen (1941-1944)
Da det tyske angreb på Sovjetunionen blev indledt i juni 1941, forblev Finland formelt neutralt, indtil sovjetiske luftangreb gav det en uventet anledning til at gennemføre invasionsplanerne nogle dage senere. Finske tropper fik hurtigt generobret det tabte land fra Vinterkrigen og en stor bufferzone derudover. En betydelig del af parlamentsmedlemmerne var ikke begejstrede for ideen om at overskride den gamle grænse, men Ryti overbeviste tydeligvis Väinö Tanner og socialdemokraterne om at blive i regeringen trods deres modstand mod erobringen af Østkarelen. Hans evne til at fastholde en bred koalitionsregering bidrog kraftigt til moralen og følelsen af national enhed.  
Det var meningen, at Rytis præsidentperiode kun skulle strække sig indtil udløbet af Kallios periode, dvs. til 1943, men da regeringen ikke kunne gennemføre valg under Fortsættelseskrigen, samledes valgmændene fra 1937 for at genvælge ham. Denne usædvanlige procedure blev gjort mulig gennem en forfatningsændring vedtaget af det finske parlament. 
Sovjetunionens store modoffensiv indledtes i juni 1944 i en situation, hvor Finlands forhold til Tyskland var anstrengt på grund af tidligere forsøg på at indgå en separatfred. Finland havde hårdt brug for fødevarer og især våben og ammunition, og den tyske udenrigsminister Joachim von Ribbentrop krævede garantier for, at Finland ikke igen ville søge en separatfred. Ryti gav den garanti, udtrykt som hans personlige garanti for, at Finland under hans præsidentskab ikke ville gøre noget sådant. Snart efter havde situationen stabiliseret sig, og Ryti trak sig tilbage som præsident, så fredsforhandlinger kunne indledes, denne gang fra en stærkere position, selv om de fleste territoriale gevinster igen var gået tabt.

## Efter 2. verdenskrig
Efter krigen forsøgte Ryti at vende tilbage til den finske nationalbank. I 1945 krævede de finske kommunister og Sovjetunionen, at han skulle stilles for retten som "ansvarlig for krigen". Dette kom som et chok for det finske folk, som betragtede ham som en hædersmand. Efter betydeligt pres fra Sovjetunionen blev Ryti idømt 10 års fængsel ved en proces, som i vide kredse anses for uretmæssig og et justitsmord set fra et finsk synspunkt. Sammen med Ryti blev syv andre fremtrædende personer dømt, omend for kortere perioder. Gruppen blev dømt efter en lov med tilbagevirkende kraft, som var blevet vedtaget til formålet af det finske parlament. Selv om den finske forfatning forbød sådan lovgivning, blev den pågældende lov gennemført som en forfatningsændring med et kvalificeret flertal i parlamentet. Både retten og parlamentet stod overfor alvorligt pres fra Sovjetunionen og Storbritannien under retssagen.  Selv om Ryti og de andre dømte ikke blev behandlet særlig hårdt i fængslet, gik det ud over Rytis helbred. I 1949 blev alle de øvrige benådet, mens Ryti lå på hospitalet. Han blev benådet af præsident Juho Kusti Paasikivi senere på året. Ryti vendte ikke tilbage til det offentlige liv. Han koncentrerede sig om at skrive sine erindringer, men det lykkedes ham ikke på grund af dårligt helbred. Risto Ryti døde i 1956 og blev begravet med fuld honnør.  
Efter Sovjetunionens sammenbrud blev Ryti rehabiliteret i offentligheden, men ikke officielt. Regeringens holdning til forslaget om rehabilitering af Ryti og de øvrige dømte har været, at en officiel rehabilitering er unødvendig, da de dømtes ære aldrig har været tabt. Ideen om at annullere dommene med tilbagevirkende kraft vurderes at være unødvendig og i strid med finsk juridisk praksis.
I 1994 blev en statue af Ryti afsløret nær den finske parlamentsbygning. I 2004 fik Risto Ryti næstflest stemmer i en afstemning på TV-kanalen YLE om de største finner.

## Yderligere læsning
- Barbara A. Chernow, George A. Vallasi (eds.), red. (1993). Columbia Encyclopedia (5 udgave). Columbia University Press. s. p. 2387. ISBN 0-395-62438-X. {{cite book}}: |editor= har et generisk navn (hjælp); |pages= har ekstra tekst (hjælp)